# Botryllophilus abbotti
Botryllophilus abbotti är en kräftdjursart som beskrevs av Shigeko Ooishi och Paul L. Illg 1989. Botryllophilus abbotti ingår i släktet Botryllophilus och familjen Ascidicolidae. Inga underarter finns listade i Catalogue of Life.